# ダイモーン
ダイモーン（古希: δαίμων、古代ギリシア語ラテン翻字: daimōn、羅: dæmon / daemon、英: daemon / daimon ; [diːmən] / [dáimoʊn]）は、古代ギリシアおよびヘレニズムにおける神話・宗教・哲学に登場する、「人間と神々の中間に位置する、あるいは善性あるいは悪性の超自然的存在で、下位の神格や死んだ英雄の霊など」を指す（プラトーン『饗宴』を参照）。和訳例は「鬼神」、「神霊」、「精霊」。
ダイモーンはユダヤ・キリスト教のデーモン（人間を誘惑したり、苦しませたり、取り憑く悪霊）をも指し、デーモンに相当する西洋諸語（英: demon, 独: Dämon, 仏: démon）は、これより派生したものである。主として古代ギリシアやヘレニズム哲学におけるダイモーンに対して「ダイモーン」という呼称を適用し、ユダヤ・キリスト教におけるダイモーン / デーモンには「デーモン」という呼称を適用して、両者を区別するのが通例である。

## 概説
ヘーシオドス『神統記』では、パエトーンはダイモーンに変じて目に見えない存在となるが、パンドーラーが解き放った人類の災いはダイモーンではなくケールであるとされている。またヘーシオドスは、ゼウスの思し召しによって黄金時代の人々がダイモーンに変えられ、善意をもって死すべき人間たちに役立つべく守護神の役割を果たすようになった様を描いている。
同様に、敬慕されている英雄や創立者のダイモーンは神殿建立によってそこに留まり、立ち止まってそれに祈りを捧げる者に幸運と庇護を与えるとされた。ダイモーンは基本的に悪いものとは見なされていなかった。ダイモーンという言葉はまた、守護神としてはたらく黄金時代の人々の魂を指した。
目に見えない危険な（邪悪ですらある）下位の霊的存在としてのダイモーンという概念は、プラトーンとその弟子クセノクラテースが生み出し、他のネオプラトニズムの要素と共にキリスト教の教父の著書に取り込まれた。
旧約聖書では、士師記と列王記などに悪霊が登場している。ギリシア語を使用するアレクサンドリアのユダヤ人（ヘレニスト）が訳したギリシア語訳旧約聖書である七十人訳聖書では、「マラク」が「アンゲロス」と翻訳される一方、神的ならざる精霊の意味は「ダイモーン」（または中性名詞「ダイモニオン」）という言葉によって担わされ、ヘブライ人の近隣の偶像神や異邦の神、ある種の敵対的な自然霊や自然の悪しきものを意味するヘブライ語の単語「シェディム」「セイリム」は、ダイモーンと翻訳された。新約聖書のギリシア語原典における「ダイモーン」の語の使われ方により、おそくとも紀元2世紀初期には聖書以外でもユダヤ・キリスト教の悪霊の概念に対してこのギリシア語を当てるようになった。

## 古代ギリシア哲学におけるダイモーン

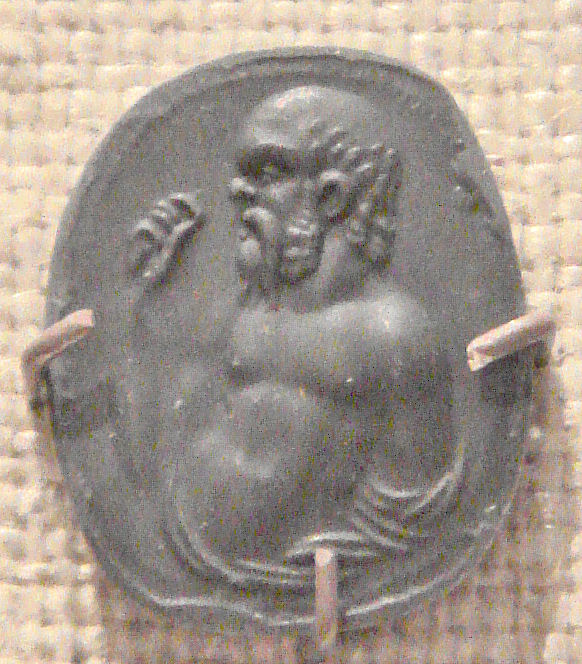
カーネリアンにソークラテースの肖像を刻印したもの（ローマ、紀元前1世紀から紀元1世紀）

ホメーロスの著作では θεοί（テオイ＝神々）と δαίμονες（ダイモネス＝神的なるものたち）とは実質的に同義語であったが、後のプラトーンらはこの2つを区別して扱うようになった。プラトーンの『クラテュロス』(398 b) では、δαίμονες（ダイモネス）の語源を δαήμονες（ダエーモネス、「物識り」または「賢い」）としているが、実際にはこの言葉の語根は δαίω（ダイオー＝配分する）である可能性が高い。ダイモーンは個人の運命を握っているとされ、いわば運命の配分者であった。
プラトーンの『饗宴』では、巫女のディオティーマがソークラテースに対して、愛（エロース）は神ではなくむしろ「偉大なダイモーン」であると説く (202d)。彼女はさらに「全てのダイモニオン（ダイモーン的なもの）は神と死すべき人間の中間にあるのです」(202d-e)と語り、ダイモーンは「人間に属する事柄を神々に、神々に属する事柄を人間に、解釈し伝達するのです。たとえば、人間から神へは嘆願と生贄を、神から人間へは法令と報酬を、ということです」(202e) と説明する。プラトーンの『ソークラテースの弁明』の中でソークラテースは、自分には「ダイモニオン」（字義的には「神的な何か」）というものがあり、間違いを犯さないように「声」の形でしばしばソークラテースに警告したが、何をすべきかを教えてくれることはなかったと主張した。ただし、プラトーンの描くソークラテースはダイモニオンがダイモーンだとは全く述べていない。それは常に非人格的な「何か」であり「しるし」であった。
ヘレニズム期のギリシア人はダイモーンを良いものと悪いものとに分類し、それぞれエウダイモーン（またはカロダイモーン）、カコダイモーンと呼んだ。エウダイモーンは、ユダヤ・キリスト教的概念である守護天使や心理学でいう上位自我に似ている。それは死すべき人間を見守り、かれらが災難に遭わぬようにしている。このため、幸運はダイモーンのはたらきの賜物であるという考えから、字義的にはエウダイモーンを有している状を意味するエウダイモニアという言葉は、「幸福」を意味するようになった。これに類比しうるローマ人のゲニウスは、個人につきまとう守護神であったり、場所に取り憑いてそこを守るもの（ゲニウス・ロキ＝土地の守護神）であった。
危険で、多くの場合、邪悪ですらある低級の精霊というダイモーンの観念は、プラトーンとその弟子クセノクラテースがその起源である。そのため後世の人間がホメロスの著作を解釈すると、意味の歪曲が起きた。「プラトンの話法から解き放たれることは生易しいことではない」とヴァルター・ブルケルトは述べている。ダイモーンはギリシア神話やギリシア美術にはほとんど登場しない。ケールと同様、感じられるが見えないものとされていたためである。唯一の例外として良いダイモーンのアガトダイモーンがある。特にディオニューソスの聖域で儀式としてワインを飲む際にアガトダイモーンに献酒する習慣があり、その神秘的存在は図像学的には地中の蛇で象徴的に表された。
プラトーンの時代以降、アレクサンドロス3世が自ら始めた君主崇拝の中で、君主自身ではなく君主の守護神であるダイモーンをあがめるようになり、ヘレニズム期にはダイモーンは守護している人物の外にあり、本人に霊感を吹き込み、導くものとされていた。同様に、1世紀ごろのローマではアウグストゥスのゲニウスがあがめられるようになったが、その区別は徐々にぼやけていった。

## ネオプラトニズムにおけるダイモーン
ダイモーンはネオプラトニズム哲学では重要な存在であった。ネオプラトニズムにおいては、エロースが神々と人間の中間的存在とされたように、ダイモーンは悪霊というよりもむしろ半神に近いものであった。キリスト教がプラトニズムを受容する際に、エウダイモーンは天使と同一視された。
キュプリアーヌスはその著『偶像神の虚栄について』の中で、異教の神々をエウヘーメロス的欺瞞だと喝破したが、これはダイモーンについて述べたことであった。ダイモーン（デーモン）はたやすく堕落し、その堕落を他者にうつそうとする不純なもので、人を惑わし、騙し、真実を見えなくし、信じやすい愚かな民衆を誤った方向に導くとした。このようにして「ダイモーン」はキリスト教的「デーモン」に移り変わった。
北アフリカのアープレーイウスは『ソークラテースの神について』（2世紀）の中で、ダイモーンは種類としては生きた存在であり、理知の面では理性的な生きものであり、精神面では多感であり、身体面では空気のようなものでできており、時間においては永遠不滅であるとし、その5つの特徴のうち前の3つは人間と共通で、4番目はダイモーン固有のものであり、5番目は神と共通だが神よりも弱いとした。ギリシアやローマの神々は完璧な天界に住み、人間界の事象には煩わされないと考えられるようになっていった。一方ダイモーンは地上にいて感情を持つとされ、後に良いダイモーンと悪いダイモーンに分けて考えられるようになった。ウァレンティーノス系のグノーシス派は様々な事象に対応するダイモーンを考案した。すなわち、預言、動物、国家守護、職業などのダイモーンである（権天使と守護聖人も参照）。

## ヘレニズムの異教と初期キリスト教におけるダイモーン概念の連続性
ヘルメース・トリスメギストスの教義は、異教とキリスト教の双方のダイモーン / デーモン概念のひとつの源泉となっている。というのも『ヘルメース選集』においては、ダイモーンたちは「至高天」（en:Empyrean）に向かって魂が昇っていく途上の諸天球の門番の役を務めているとされているからである。

中世早期のザンクト・ガレン修道院の典礼書は、以下に引用する現存する最古の終油の秘蹟の祈祷にみられるように、上述したような天使的霊たちがいるという信仰が引き継がれていたことを証し立てている。
「聖油であなたを清めます。戦闘に赴く前にその身に油を塗る戦士のように、あなたが空中の霊の群れに打ち勝つことができますように。」
あの世への旅路は、上層の空中のデーモンたちのはびこる領域を通り抜ける「ミグラチオ」（渡り）であると考えられていた。